# 青狼記
青狼記（せいろうき）とは、楡周平による日本の小説作品である。2000年に講談社から上下巻が刊行、2003年に文庫化された。
また、原作者の楡が脚本を手掛け長谷川哲也によって漫画化された、日本の漫画作品である。漫画版は全6巻。全61話。『週刊コミックバンチ』第121号（2003年12月5日号）から第189号（2005年5月6日号）まで連載された。

## ストーリー
時は恒暦471年。天行大陸に5つの国があった。東に奉金（ほうきん）、北に宋北（そうほく）、西に華漢（かかん）、南に湖朝（こちょう）、そして囲まれるように楽天（らくてん）。楽天は5国の中でも最弱小国であったが、巧みな外交でその国体を維持していた。楽天には自国だけが産出する溶光石という特殊な鉱物があり、加工を施すことで膨大な熱と光を発する。楽天は溶光石の流通を操る事で戦力を補い、外交の要にして、他国とのバランスを保っていた。そしてこの年、楽天の都・伯陽に青狼が現る。これは楽天を中心にした5国の抗争を中心にして描かれていく物語である。

## 主な登場人物

### 楽天
荘趙浚（そう ちょうしゅん）
本作の主人公。楽天の軍師・荘忠英の第1子。文武に秀で、父から名剣「水殻」を譲り受け、父に代わり帝から名誉の「金糸紅衣」を賜る。
荘忠英（そう ちゅうえい）
荘趙浚の父。楽天の軍師にして第1軍の将軍。家族と別れ、人質として奉金に赴く。
蔡彷吾（さい ほうご）
楽天第1軍の副将。荘忠英の片腕であったが、荘趙浚が「金糸紅衣」を賜った事で嫉妬で目がくらむ。
藩恩泊（はん おんはく）
荘趙浚の従者。かつては荘忠英の従者だった。
紅鈴麗（こう りんれい）
将軍・紅容煌の娘で荘趙浚に想いを寄せる。
覇先（は せん）
楽天の文官の長。荘趙浚を陥れるために様々な陰謀を企む。
呉大併（ご たいへい）
将軍・呉の息子で武学院での荘趙浚の先輩。

### 華漢
史亜夫（し あふ）
華漢国の間者の頭領。卓越した武芸の持ち主で、楽天との国境で策動する。

### 奉金
楊春申（よう しゅんしん）
奉金の軍師。荘忠英との人質交換で楽天にやって来る。

### その他
陶君（とう くん）
蛮族の1人。「殺腕斧」（さつわんふ）と呼ばれる必殺の武器を使う。
呉楼薫（ご ろうくん）
蛮地「石の都」の大帝。自然の力を応用した無敵の技・「龍風波」の使い手。

## 単行本
- 長谷川哲也/漫画、楡周平/原作・脚本『青狼記』 新潮社〈バンチ・コミックス〉、全6巻
  1. 2004年8月15日発行 ISBN
  2. 2004年8月15日発行 ISBN
  3. 2004年12月15日発行 ISBN
  4. 2005年1月15日発行 ISBN
  5. 2005年4月15日発行 ISBN
  6. 2005年7月15日発行 ISBN